# 태양풍

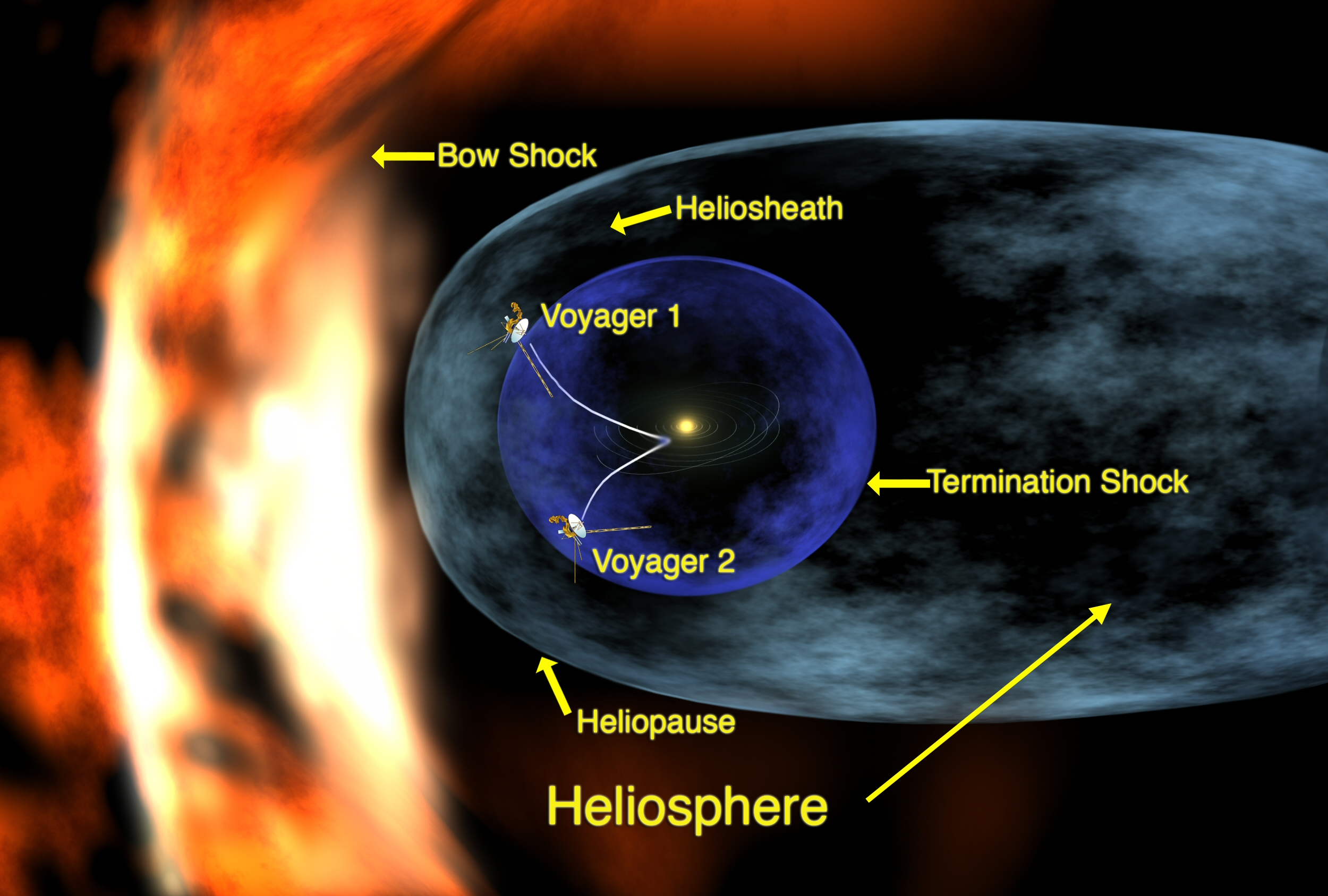
태양풍내의 플라즈마가 태양권계면과 충돌하는 모습

태양풍(太陽風, solar wind)은 태양의 상부 대기층에서 방출된 전하 입자, 즉 플라스마의 흐름을 가리킨다. 태양 외의 항성에 대해서는 이러한 입자의 흐름을 일반적으로 항성풍이라고 부른다.
태양풍은 높은 열 에너지로 인해 태양의 중력을 빠져나올 수 있는 대략 100 eV 정도의 고에너지 전자와 1 keV 정도의 양성자로 구성되어 있다. 이런 빠른 속력을 가지고 있기 때문에 태양풍이 지구 등 행성의 자기권과 부딪힐 때 뱃머리 충격파가 발생하며, 태양풍과 자기권 사이의 상호작용에 의해 지구의 전력송신에 문제를 일으킬 수 있는 지자기폭풍이나 극지방의 하늘을 장식하는 오로라 등이 발생하기도 한다. 또한 혜성의 꼬리가 태양에서 먼 쪽으로 형성되는 이유 등도 태양풍의 작용으로 설명될 수 있다.

## 역사
1916년, 노르웨이의 크리스티안 비르켈란(Kristian Birkeland)은 "물리학의 관점에서, 태양광은 음전하 혹은 양전하 어느 한 쪽으로 완전히 치우친 것이 아니라, 양 쪽을 모두 가지고 있는 것으로 보인다"라고 언급함으로써, 태양풍이 음전하를 띤 전자와 양전하를 띤 이온으로 구성되어있을 것을 예측했다.
3년 뒤 1919년, 프레데릭 린데만(Frederick Lindemann) 역시 전자 및 양성자의 두 극을 가진 입자가 태양으로부터 오고 있음을 시사했다.
1930년대, 과학자들은 태양 코로나의 온도가 수백만 도일 것으로 추정했다. 일부 분광학 연구는 이를 뒷받침해 주었다. 1950년대 중반, 영국의 수학자 시드니 채프먼(Sydney Chapman)은 초고온의 코로나 가스 특성을 계산했고, 그러한 가스는 엄청난 열전도체이며 지구 궤도를 넘어 우주로 뻗어나가는 것을 밝혀내었다. 또한 1950년대, 독일 과학자 루트비히 비에르만(Ludwig Biermann)은 혜성이 어디를 향하고 있더라도, 그 꼬리는 항상 태양으로부터 멀어지는 현상에 관심을 가졌다. 비에르만은 태양이 연속적인 입자 흐름을 내뿜어서 혜성의 꼬리를 늘어뜨린다는 가설을 세웠다.
유진 파커(Eugene Parker)는 채프먼의 모델에서의 태양으로부터의 열 흐름과 비에르만의 가설에서의 태양으로부터 멀어지는 혜성의 꼬리가 같은 현상으로부터 도출된다는 것을 밝혀내었다. 파커는 태양의 코로나가 태양 중력에 강하게 끌려가지만, 먼 거리에서도 여전히 매우 뜨거울 정도로 뛰어난 열전도체임을 설명하였다. 태양으로부터의 거리가 멀어지면서 중력이 약해지면, 코로나 바깥쪽 대기가 성간공간으로 방출된다는 것이다. 태양풍의 원인을 설명하는 파커의 가설에 대한 반론이 거셌다. 그가 Astrophysical Journal에 1958년 투고한 논문은 두 명에게 거부당했다. 다행히도 편집장으로 있었던 수브라마니안 찬드라세카르(1983년 노벨 물리학상 수상자)가 그의 논문을 실어주었다.
1959년 1월, 소비에트 연방의 인공위성인 루나 1호가 역사상 처음으로 태양풍을 직접 관측 및 측정하였다. 하지만, 파커의 이론은 고속 태양풍의 가속을 충분히 설명하지 못하였다. 1990년대 후반, 소호 태양 관측 위성의 "자외선 코로나그래프 및 분광계"가 태양의 극으로부터 발산되는 고속 태양풍의 가속 영역을 관측하였고, 열역학적 팽창만으로 설명되기에는 훨씬 빠르게 가속된다는 것을 발견하였다. 파커의 모델은 태양풍이 광구로부터 태양 반경의 약 4배 정도의 높이에서 초음속 흐름으로 변한다고 예측하였다. 하지만, 그러한 변화는 훨씬 낮은 높이, 아마도 태양 반경 정도의 높이에서 일어나는 것으로 보이며 이는 태양으로부터 고속 태양풍을 가속하는 추가적인 이유일 가능성이 있다.

## 특성
태양계에서, 태양풍의 구성은 태양 코로나의 구성과 동일하다. 즉 73%의 이온화 수소와 25%의 이온화 헬륨, 일부 불순물이 그것이다. 이러한 구성은 플라스마 형태로 존재하며, 플라스마는 95%의 이온화 수소와 4%의 이온화 헬륨, 0.5% 이하의 소수 이온으로 구성된다. 정확한 구성은 편차가 크기 때문에 측정하기 힘들다. 태양풍의 시료를 채취하여 귀환하는 임무를 지닌 제네시스가 2004년 지구로 귀환했으며, 현재 분석중이다. 하지만, 지구 대기에 재돌입할 때 낙하산이 고장난 관계로 불시착하며 피해를 입은 이유로, 태양 표본이 오염되었을 가능성도 있다.
동적인 기체로 이루어진 태양에서는 적도의 자전 주기는 25일, 극의 자전 주기는 35일이다. 따라서 자전과 함께 자기장 고리는 늘어나고 왜곡이 일어나게 된다. 양성자와 전자로 구성된 초고온의 플라즈마가 수십억 톤씩 흐르는 이 고리가 때로는 태양 폭풍이 발생할 것이라는 전조가 된다.
지구 근처에서 태양풍의 속도는 200 - 889 km/s로 편차가 크고, 평균 속도는 450 km/s이다. 태양은 매 초 1×109 킬로그램(1 테라그램)의 매질을 태양풍을 이용해 분출하는데, 이는 핵융합에 의해 에너지로 변환되는 질량인 4.5×109 킬로그램(4.5 테라그램)의 1/5 정도이다. 태양은 앞으로도 1×1013 년동안 이러한 방출을 지속할 것이다. 하지만, 현재의 별형성에 대한 설명은 태양풍은 먼 과거에는 현재보다 1,000배는 더 무거웠으며, 이는 행성 대기, 특히 금성 대기에 큰 영향을 미쳤을 것이라고 한다.
태양풍은 플라스마이므로, 일반 가스의 특성보다는 플라스마의 특성을 지닌다. 예를 들어, 태양풍은 전도체이며, 태양으로부터의 자력선을 가지고 온다. 태양풍의 압력은 대부분의 태양계 즉 태양권에서 자기압을 압도한다. 이러한 바깥쪽으로의 압력은 태양의 회전과 더불어 자기장이 아르키메데스 나선 형태(파커 나선)를 형성하도록 한다. 태양계의 북반구인지 남반구인지와 태양의 주기에 따라, 자기장 나선이 안쪽을 향하거나 바깥쪽을 향한다. 즉 자기장은 북반구와 남반구에서 동일한 나선 모양을 가지지만, 반대의 자기 방향을 띤다. 이 두 자기영역은 두 개의 전류판에 의해 나뉜다. 태양은 매 11년마다 자기장이 반대로 변하며 이에 따라 태양권 전류편의 모양이 바뀐다.
성간매질내의 플라스마는 지구궤도에서의 태양 자기장이 100 배나 세어지게 하는 원인이다. 만약 우주가 진공이라면, 태양의 10-4 테슬라 자기장은 지구 궤도에서는 10-11 테슬라 정도일 것이다. 하지만, 위성 관측에 따르면, 이러한 예상보다 100배는 더 센 10-9 정도이다. 자기유체역학 이론은 자기장 내부의 전도 유체(예, 행성간매질)가 전류를 형성하고, 이 전류는 다시 자기장을 형성하며, 이러한 면에서 자기유체역학 발전기와 유사하다.

### 고속 및 저속 태양풍
황도면 바깥에서 태양풍은 600-800 km/s의 속도로 일정하며 빠르게 흐른다. 이는 고속 태양풍이라고 불리며, 태양 코로나구멍에서 발생하는 것으로 알려져 있다. 황도면에서는, 즉 태양전류판 근처에서는 태양풍은 느려지며, 밀도가 높아지고, 더욱 변동이 심하다. 속도는 200-600 km/s이며, 매일 심하게 변한다. 이는 저속 태양풍이라고 하며, 태양의 어디에서 발생하는지는 잘 알려져 있지 않다.

### 태양풍 변화와 우주기상
태양풍은 지구 자기권의 모양을 결정지으며, 자기장의 속도, 밀도, 방향, 자기장의 변동은 지구 주변의 우주 환경에 영향을 미친다. 예로, 전리복사 및 전파 간섭의 수준은 100배 혹은 1000배 단위로도 변할 수 있다. 지구권의 모양 및 위치는 지구 직경의 몇 배 단위로 변하며, 지구동주기궤도의 위성을 직접 태양풍에 노출시킨다.
고속 및 저속 태양풍 모두는 행성간 코로나질량방출(ICME)이라는 크고, 빠른 플라스마의 폭발에 의해 영향을 받는다. ICME는 태양 코로나질량방출(CME)의 행성간 버전이며, 태양의 자기장 분출에 의해 유발된다. ICME는 언론에서 종종 "태양폭풍" 혹은 "우주폭풍"등으로 언급된다. ICME는 때로 태양으로부터의 또 다른 자기장 분출인 태양플레어에 의해 영향을 받는다. ICME는 태양권의 얇은 플라스마 내부에서 충격파를 유발하며, 또한 전자자기파를 야기하여 입자(대부분이 양성자와 전자)를 가속한다. 이러한 입자 가속은 ICME에 앞서는 전리복사를 형성한다.
ICME가 지구의 자기권에 충돌할때, 순간적으로 지구의 자기장이 흐뜨러지고, 나침반 바늘의 방향이 바뀌며, 또한 접지전류를 유도한다. 이는 지자기폭풍으로 불리며, 전 지구적인 현상이다. ICME는 지구의 자기권 꼬리(지구반대편의 자기권)에서 자기 재결합을 발생시키기도 하는데, 이 결과로 양성자와 전자가 지구 대기 아래쪽으로 쏟아지며 오로라를 형성한다.
ICME만이 우주기상의 원인인 것은 아니다. 태양의 다른 현상 역시 태양풍의 속도 및 밀도를 변화시킨다고 알려져 있다. 이러한 서로 다른 태양풍의 흐름은 다른 각도로 나선을 형성한다. 즉 빠른 흐름은 나선이 보다 직선적으로 나가도록 하며, 느린 흐름은 나선이 태양 주변을 더 감도록 한다. 빠른 흐름은 자신보다 태양의 왼쪽에서 생겨난 느린 흐름을 따라잡으며, 격한 동시 회전을 일으켜 파와 입자에 영향을 준다. 이는 ICME와 마찬자기로 지구의 자기권에 영향을 미치지만, 보다 완만한 경향을 보인다.

### 외부 경계
태양풍은 성간매질(은하에 희박하게 퍼져있는 수소 및 헬륨 가스)에서 이른바 "거품"을 형성한다. 태양풍의 힘이 더 이상 성간매질을 밀쳐내지 못하는 경계면은 태양권계면이라고 하며, 태양계의 외부 "경계"로 인식된다. 태양권계면까지의 거리는 구체적으로 알려져 있지는 않은데, 현재의 태양풍의 속도 및 성간매질의 부분적인 밀도에 따라서 크게 변하는 것으로 인식된다. 하지만 명왕성 궤도의 저 먼 바깥에 있는 것으로 생각된다.

## 같이 보기
- 자기권계면
- 자기권
- 충격파
- 뱃머리 충격파
- 이온층
- 파커 나선
- 태양 항해

## 참고 문헌
1. ↑  크리스티안 비르켈란, "Are the Solar Corpuscular Rays that penetrate the Earth's Atmosphere Negative or Positive Rays?" in Videnskapsselskapets Skrifter, I Mat -- Naturv. Klasse No.1, Christiania, 1916.
2. ↑  Philosophical Magazine, Series 6, Vol. 38, No. 228, December, 1919, 674 (on the Solar Wind)